# چورتن (امام‌اغلو)
چورتن (به ترکی استانبولی: Çörten) یک منطقهٔ مسکونی در ترکیه است که در امام‌اغلو واقع شده‌است.